# Baldassare Lanci
Baldassare Lanci (* 1510 in Urbino; † Dezember  1571 in Florenz) war ein italienischer Künstler und Architekt.

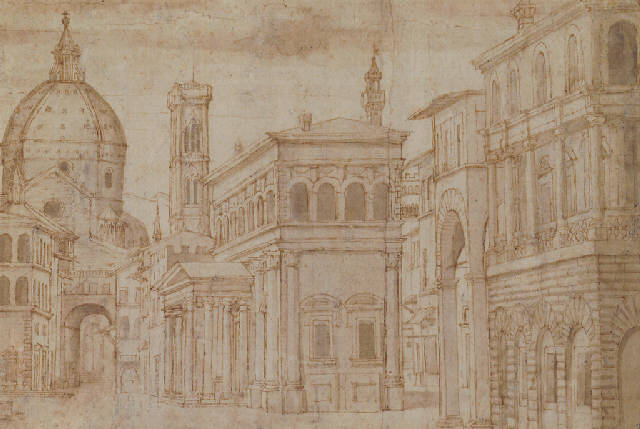
Zeichnung des Baldassare Lanci A capriccio of Florence

## Leben
Er ging bei Girolamo Genga in die Lehre. Sein Sohn war Marino Lanci. Erstmals in Erscheinung trat er 1546, als er an den Stadtmauern und der Festung von Lucca arbeitete. Die Arbeiten führte er mit diversen Unterbrechungen zehn Jahre lang durch. Im Jahr 1550 arbeitete an der Festung von Viareggio. In Montalcino hielt er sich erstmals 1557 auf, wo er im Auftrag des französischen Königs Heinrich II. an der Stadtbefestigung beschäftigt war. Das darauffolgende Jahr verbrachte er in Nettuno und Paliano. Nach dem Frieden von Cateau-Cambrésis wechselte er auf die Seite von Cosimo I. de’ Medici. Für ihn errichtete er ab 1560 die Festung Santa Barbara, auch Fortezza Medicea genannt, in Siena. 1562 ging er nach Malta, um die Insel zu befestigen und die Pläne der neuen Stadt Valletta zu erstellen. Zwei Jahre später wirkte wieder in der Toskana. In Grosseto gestaltete er für die Medici die Festung neu und restaurierte in Radicofani die Mauern um den Hauptturm. Zudem hielt er sich zu Ausbesserungsarbeiten in Ponte d’Arbia auf. In Bagni San Filippo leistete er 1566 Hydraulikarbeiten, im gleichen und darauffolgenden Jahr wirkte er zudem an den Plänen für den Ausbau des Hafen von Livorno mit. Für Cosimo I. de’ Medici plante und gestaltete er 1569 die Fortezza Medicea di San Martino in San Piero a Sieve, die von Bernardo Buontalenti fertiggestellt wurde. 1570 kehrte er nach Montalcino zurück, um diesmal für die Medici die Stadtmauern zu verbessern. In Terra del Sole
erbaute er den Palazzo del Capitano di Piazza und arbeitete an der Festung. Danach widmete er sich in Chianciano Terme der Kirche Chiesa della Madonna della Rosa, die allerdings erst 1585 nach seinem Tod fertiggestellt wurde. In den Le vite dei più eccellenti pittori, scultori e architetti des Giorgio Vasari wird er unter Vita di Girolamo e di Bartolomeo Genga e di Giovanbattista San Marino als Baldassarri Lancia da Urbino erwähnt.